# Atlético Sport Clube
O Atlético Sport Clube ou Atlético de Reguengos é um clube português localizado na Cidade de Reguengos de Monsaraz, distrito de Évora. O clube foi fundado em 1929. O seu atual presidente é António Cardoso. Os jogos da equipe são disputados no Campo Virgílio Durão. Atualmente disputa a Divisão de Elite da AF Évora.

## História
Na época 2014/15, o Atlético disputou o Campeonato Nacional de Seniores e obteve 10 vitórias, 13 empates e 14 derrotas, tendo assegurado a manutenção no escalão nacional.
Pedro Queimado, Miguel Guisado, Pedro Mochila e Roberto Carlos (a não confundir com o jogador brasileiro de igual nome), são algumas das mais valias do atual plantel do Atlético, na época de 2022/23.

## Gestão
Corpos Gerentes para o mandato 2015/17:
Assembleia-Geral
Presidente: António José Bico Medinas
Vice-Presidente: Miguel Godinho Feijão
1º Secretário: José Gabriel Paixão Calixto
2º Secretário: Fernando Manuel Calixto Quintas
Conselho Fiscal
Presidente: Francisco Reis Calaco
Secretário: Carlos Alberto Santos Alfaiate
Relator: Paulo Alexandre da Costa Frutuosa
Direção
Presidente: António Manuel Caldeira Cardoso
Vice-Presidente: Joaquim José Ramalhosa Passinhas
Vice-Presidente: Carlos da Rosa Cardoso Lopes
Secretário-Geral: Nelson José Récio Pires
Secretário-Adjunto: Luís Carlos Barradas Geadas
Tesoureiro: Francisco Caeiro Serrano
Tesoureiro-Adjunto: Nilton Duarte Rodrigues Freire
Vogal: António Carlos Rodrigues Medinas
Vogal: António João Bia Ramalho
Vogal: Carlos Manuel Cunha Pereira Martins Barão
Vogal: Nestor Falé Fialho
Vogal: Olivério Ganso Mouchão
Vogal: Paulo José Paixão Simão
Vogal: António Augusto de Oliveira Soares

## Palmarés
- Campeonato de Évora: 1

- - 1919–20

- AF Évora Divisão de Honra: 2

- - 2005–06, 2007–08

- AF Évora Taça: 1

- - 2007–08

### Palmarés (Camadas jovens)
- AF Évora Juniores A Supertaça (S19): 1

- - 2016–17

## Classificação
| Escalão                                             | Nº Presenças | Títulos | Melhor Classificação |
| I                                                   | 0            | 0       | Nunca participou     |
| II                                                  | 0            | 0       | Nunca participou     |
| III                                                 | -            | 0       | -                    |
| IV                                                  | -            | -       | -                    |
| V                                                   | -            | -       | -                    |
| VI                                                  | -            | -       | -                    |
| VII                                                 | -            | -       | -                    |
| Taça de Portugal                                    | -            | 0       | -                    |
| Taça da Liga                                        | 0            | 0       | 0                    |
| inclui época 2010/2011; - informação não disponível |              |         |                      |